# فوزية شلابي
فوزية شلابي (1 مارس 1955 -)، شاعرة وروائية ليبية. كتبت الشعر والرواية والقصة والمقالة والنقد، أول شاعرة ليبية يصدر لها ديوان شعري مطبوع وهو ديوان في القصيدة التالية أحبك بصعوبة (1984).

## أعمالها

### مؤلفاتها
| تاريخ النشر       | العنوان                          | الصنف     | دار النشر                                | مكان النشر    |
| ----------------- | -------------------------------- | --------- | ---------------------------------------- | ------------- |
| 1984              | «قراءات مناوئة»                  | مقالات    | الدار العربية للكتاب                     | طرابلس - تونس |
| 1984              | «في الحرب والثقافة»              | مقالات    | المنشأة العامة للنشر والتوزيع والإعلان   | طرابلس        |
| 1984              | «في القصيدة التالية أحبك بصعوبة» | شعر       | المنشأة العامة للنشر والتوزيع والإعلان   | طرابلس        |
| 1985              | «وصورة طبق الأصل للفضيحة»        | قصص قصيرة | المنشأة العامة للنشر والتوزيع والإعلان   | طرابلس        |
| 1985              | «بالبنفسج أنت متهم»              | شعر       | المنشأة العامة للنشر والتوزيع والإعلان   | طرابلس        |
| 1985              | «رجل لرواية واحدة»               | رواية     | المنشأة العامة للنشر والتوزيع والإعلان   | طرابلس        |
| 1985              | «فوضوياً كنت وشديد الوقاحة»       | شعر       | المنشأة العامة للنشر والتوزيع والإعلان   | طرابلس        |
| 1985              | «قراءات عاقلة جداً»               | مقالات    | المنشأة العامة للنشر والتوزيع والإعلان   | طرابلس        |
| 1985              | «عربيد كان رامبو»                | شعر       | المنشأة العامة للنشر والتوزيع والإعلان   | طرابلس        |
| 1986              | «والسكاكين أنت لحدها يا خليل»    | شعر       | الدار الجماهيرية للنشر والتوزيع والإعلان | مصراتة        |
| 2009 طبعة الثانية | من أسرار عاشقة طرابلسية          |           | المؤسسة العامة للثقافة                   | طرابلس        |

### كتب تناولت نتاجها الأدبي
- نهوض الرواية العربية الليبية، سمر روحى الفيصل، 1990.[5]
- معجم الأدباء والكتاب الليبيين المعاصرين، عبد الله مليطان، 2001.
- موسوعة الكاتبة العربية، رضوى عاشور وآخرون، 2004.
- معجم الكاتيبات والأديبات الليبيات، عبد الله مليطان، 2005.
- دبابيس في قفا الأديم، عبد المطلب علي الهوني، 2008.
- 100 شاعرة من العالم العربي، فاطمة بوهراكة، 2017.
- القصة القصيرة النسائية في ليبيا، فوزي عمر الحداد، 2019.
- موسوعة شهيرات النساء في ليبيا، محمد سعيد القشاط،2020.
- في رحاب القصيد، يونس الفنادى، 2023.[6]
- العاشقة الطرابلسية، يونس الفنادى، 2024.[7]

## اعتقالها
خلال الحرب الأهلية الليبية سنة 2011، وعقب سقوط العاصمة طرابلس في شهر أغسطس من نفس العام، تم إعتقالها من قبل مجموعة مسلحة. وقد أطلق سراحها بعد ذلك بأشهر قليلة. وفي شهر سبتمبر 2013 أعيد إعتقالها مجدداً من قبل اللجنة الأمنية العليا المؤقتة، وقد أطلق سراحها عام 2017. توقفت عن النشر منذ عام 2011.